# Cryptolaria rigida
Cryptolaria rigida is een hydroïdpoliep uit de familie Lafoeidae. De poliep komt uit het geslacht Cryptolaria. Cryptolaria rigida werd in 1940 voor het eerst wetenschappelijk beschreven door Fraser. 